# Cola

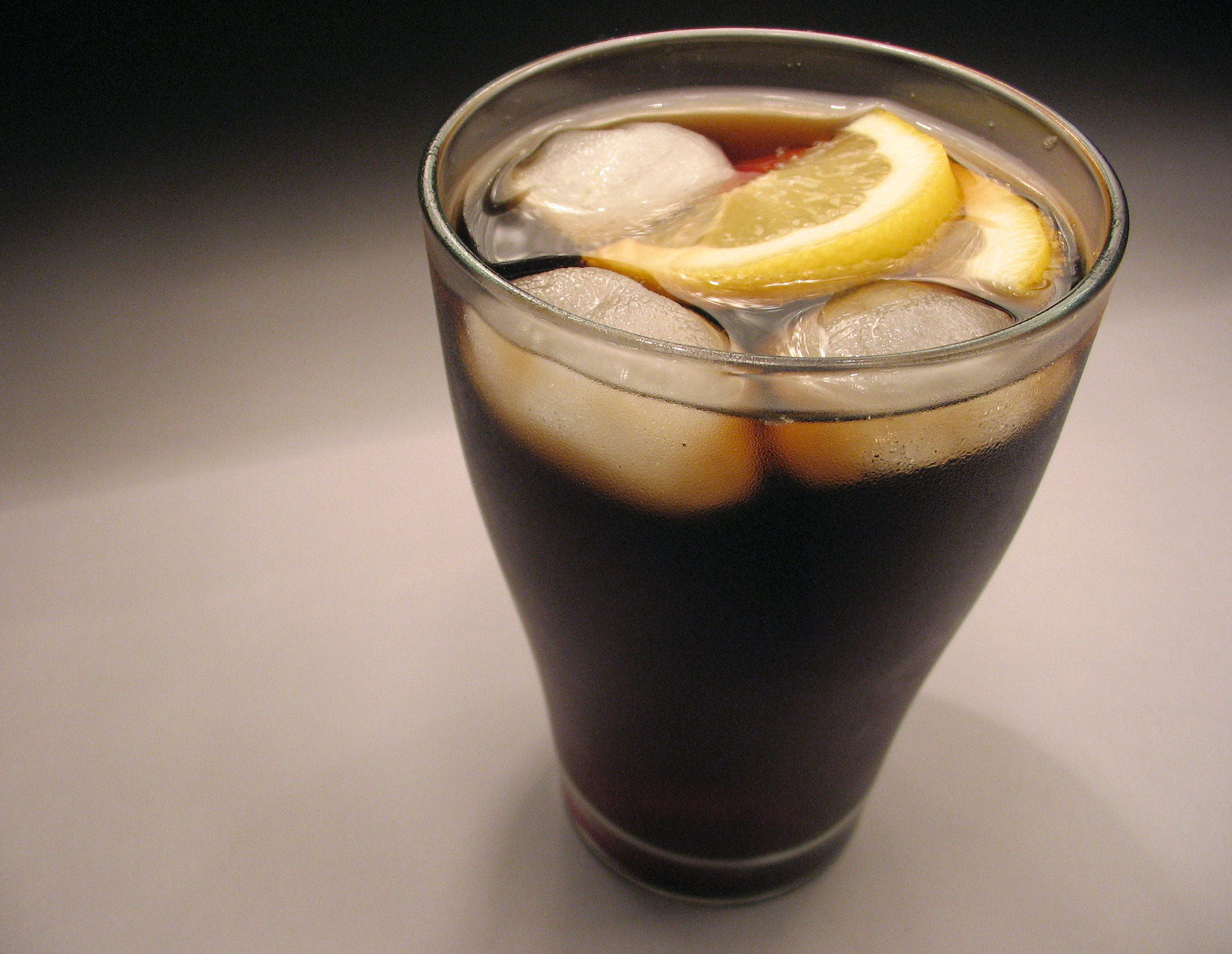
Een glas cola met ijsblokjes en een schijfje citroen.

Cola is een koolzuurhoudende frisdrank. Het smaakt zoet (maar heeft een hoge zuurtegraad) en bevat circa 28-32 mg cafeïne per 33 cl. Andere belangrijke ingrediënten zijn vanille, kaneel, karamel en citroen. Anders dan de meeste frisdranken bevat het geen citroenzuur, maar fosforzuur. Dieetcola bevat zowel fosfor- als citroenzuur. Er bestaan naast suikervrije ook cafeïnevrije colavarianten.

## Oorsprong

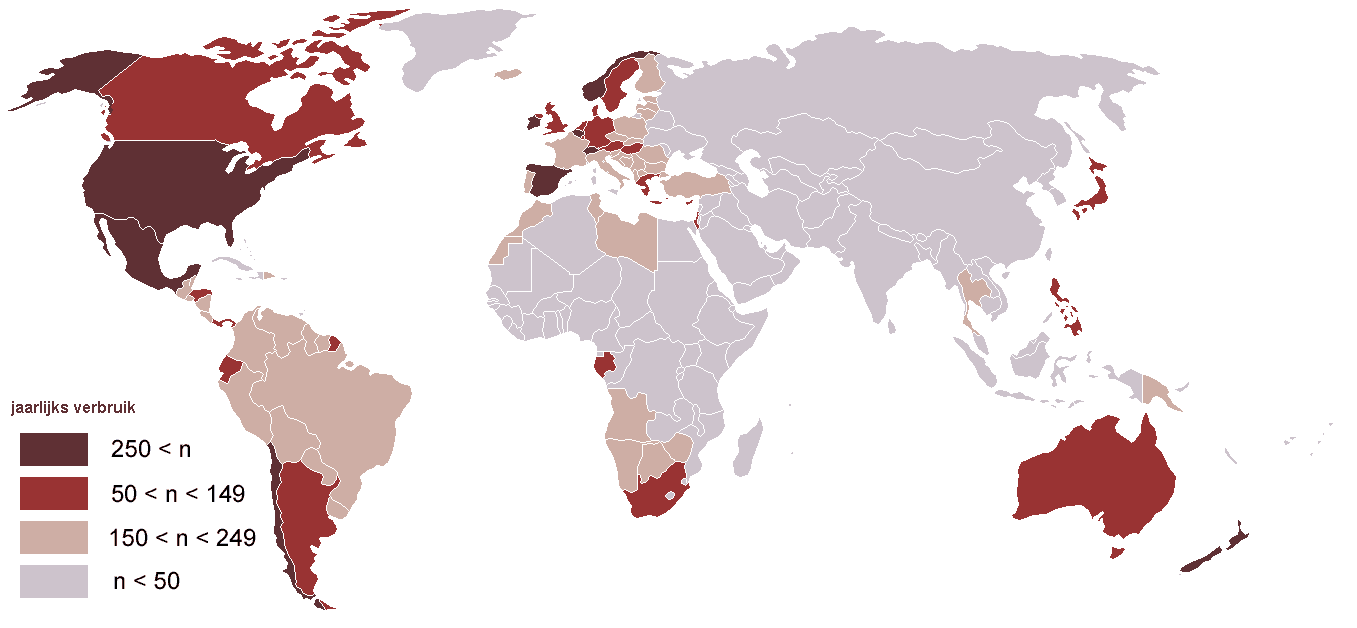
Gemiddeld Coca-Colaverbruik per inwoner per land, uitgedrukt in aantal consumpties aan het begin van de 21ste eeuw

De eerste cola was Coca-Cola, een alcoholvrije imitatie door John Pemberton, van de Vin Mariani die door Angelo Mariani was bedacht. Aanvankelijk bevatte Coca-Cola een extract van coca, maar onder druk van de autoriteiten werd dit in het begin van de 20e eeuw weggelaten. Het recept voor Coca-Cola blijft een van de best bewaarde geheimen ter wereld. De naam cola komt van de kolanoot, die echter zelden wordt gebruikt voor productie.

## Merken
Bekende merken cola zijn Coca-Cola, Pepsi, River Cola en Virgin Cola. Andere opvallende merken zijn Jolt Cola, waar extra veel cafeïne in zit, Inca Kola, een belangrijk Zuid-Amerikaans merk dat sterk afwijkt van de traditionele cola, en Mecca-Cola, waarvan een deel van de opbrengst gaat naar hulpverlening aan Palestijnen. Ook in de Islamitische wereld bestaan alternatieve cola's, met als gemeenschappelijk doel het boycotten van Amerika. Hieronder vallen bijvoorbeeld Zam Zam Cola en Parsi Cola. OpenCola is een cola waarvan het recept vrij beschikbaar is onder de GNU General Public License.

## Gezondheid
Het drinken van meer dan twee liter cola per dag kan chronische lage kaliumniveaus veroorzaken en leiden tot spierzwakte en zelfs tot verlamming.

## Colafontein

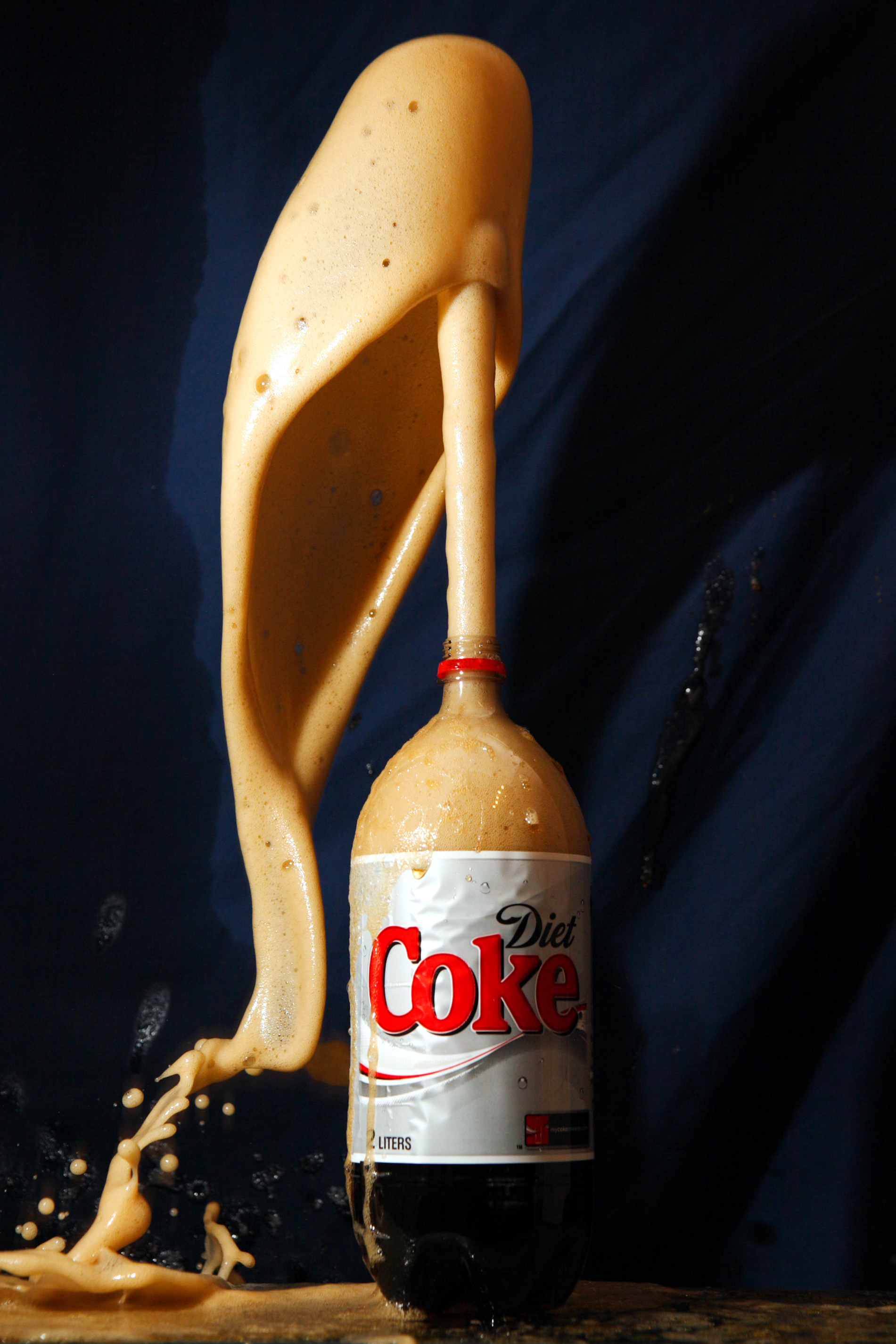
Coca-Cola light en Mentos

Een bekend vermaak is het veroorzaken van een colafontein met behulp van Mentos of ander snoepgoed dat direct naar de bodem zinkt. Als een fles cola wordt opengemaakt, neemt de druk in de fles af. Hierdoor verandert het chemisch evenwicht tussen het in de cola opgeloste koolzuurgas, (CO2), en de vloeistof. Omdat er minder koolzuurgas opgelost kan worden in een vloeistof onder lage druk, zal er zich, volgens het principe van Le Chatelier, een ander evenwicht instellen en zal het teveel aan koolzuurgas in de vorm van kleine belletjes vrijkomen. Dit proces kan sterk versneld worden met een katalysator; hiervoor wordt vaak Mentos gebruikt. Het snoepgoed zelf neemt geen deel aan de reactie, maar het oppervlak met zijn microscopisch kleine oneffenheden en scheuren bevordert sterk de nucleatie van de kooldioxide en uiteindelijk de vorming van grote gasbellen. Hierdoor neemt ook het benodigde volume voor het gas en de vloeistof sterk toe, en omdat de fles niet uitzet zal het gas-vloeistofmengsel onder hoge druk uit de opening van de fles spuiten.
Soortgelijke effecten kunnen ook bereikt worden met andere sterk koolzuurhoudende dranken zoals Champagne en sommige Belgische bieren zoals Duvel.

## Varia
- Cola wordt in het huishouden gebruikt voor het schoonmaken van materialen of voor het verwijderen van roestaanslag.
- Coke is soortnaam geworden.